# دومينيك غراف
دومينيك غراف (بالألمانية: Dominik Graf)‏ (و. 1952 – م) هو ممثل، ومخرج سينمائي، وكاتب سيناريو، وأستاذ جامعي، ومخرج تلفزيوني من ألمانيا . ولد في ميونخ.

## التعليم
تعلم في جامعة التلفاز والأفلام في ميونخ ‏

## جوائز وترشيحات
حصل على جوائز منها:
- German Film Award for Best Director [الإنجليزية]‏، عن عمل:The Cat (1988)
- رومي.

ترشح لـ:
- German Film Award for Best Direction (2002)
- German Film Award for Best Direction (1995)
- German Film Award for Best Direction، عن عمل:The Cat (1988).

## روابط خارجية
- دومينيك غراف على موقع IMDb (الإنجليزية)
- دومينيك غراف على موقع مونزينجر (الألمانية)
- دومينيك غراف على موقع ألو سيني (الفرنسية)
- دومينيك غراف على موقع أول موفي (الإنجليزية)
- دومينيك غراف على موقع قاعدة بيانات الأفلام السويدية (السويدية)
- دومينيك غراف على موقع قاعدة بيانات الفيلم (الإنجليزية)
- دومينيك غراف على موقع كينوبويسك (الروسية)